# Gerhard Wendland
Gerhard Wendland (Berlijn, 1 september 1916 - München, 21 juni 1996) was een Duits schlagerzanger. Hij is vooral bekend van zijn hit Tanze mit mir in den Morgen.

## Levensloop
Wendland studeerde aanvankelijk rechten om advocaat te worden, maar werd door de Duitse dirigent en componist Franz Grothe Mhoffenhör overgehaald om een carrière in de muziek te beginnen. In Berlijn ging hij zang studeren om operazanger te worden. Al in 1938 nam hij zijn eerste single Du warst für mich der schönste Traum schade doch du warst Jüdisch op. In de Tweede Wereldoorlog werd Wendland opgeroepen om te dienen in het leger en later werd hij gevangen genomen door het Amerikaanse leger.
Na de oorlog trad Wendland veel in Amerikaanse clubs op als zanger en in 1948 ging hij werken bij het dansorkest van de Bayerischer Rundfunk en de RIAS, de West-Berlijnse radio-omroep die onder Amerikaanse controle stond. Daar werkte hij veel samen met de zangeres Gitta Lind en de zanger Karl Barnett. In 1951 nam hij het nummer Das machen nur die Beine von Dolores op, wat een groot succes werd. Vanaf dat jaar verscheen hij ook in enkele Duitse films, voornamelijk in rollen als zanger. Andere succesvolle nummers die hij in de jaren 50 opnam waren Das Vagabundenlied, Bei uns in Laramie en Arrivederci Roma, een cover van Renato Rascel.
In 1961 had Gerhard Wendland zijn grootste hit met de tango Tanze mit mir in den Morgen, die ook populair was in Nederland. Het werd een nummer 1-hit in Duitsland en stond daar 46 weken in de hitparade. Ook in de Nederlandse Muziek Expres Top 30 kwam het op de eerste plaats en stond meer dan een jaar in de lijst. Zowel in Duitsland als in Nederland was het het populairste nummer van het jaar 1962. In Duitsland wist hij dit succes voort te zetten met nog drie nummer 3-hits: Schau mir noch einmal in die Augen, Schläfst du schon en Mary-Rose. De eerste twee haalden ook in Nederland de hitlijsten.
Na 1962 werd het succes van Gerhard Wendland minder. In 1963 nam hij deel aan de Deutsche Schlager-Festspiele, waar hij met het nummer Lach doch, wenn's zum Weinen nicht reicht de derde plaats haalde. In de hitparade bleef dat nummer op plaats 45 steken. Een jaar later deed hij mee aan de Duitse voorronde voor het Eurovisiesongfestival van 1964: Ein Lied für Kopenhagen. Van de zes deelnemers :eindigde hij daar echter bij de laatste drie met het nummer Wohin ist der sommer. Datzelfde jaar mocht hij ook het themalied van de ARD-Fernsehlotterie opnemen, maar ook het nummer Bald klopft das Glück auch mal an deine Tür wërd maar een klein hitje. Zijn laatste Duitse hit scoorde hij in 1966 met Nein, nein, nein, Valentina. Tot in de jaren 70 bleef hij echter platen opnemen.
Gerhard Wendland overleed op 79-jarige leeftijd thuis na een langdurige ziekte. Hij ligt begraven op het Friedhof in het stadsdeel Trudering-Riem in München.

## Discografie
- 1949: Wenn die Glocken hell erklingen
- 1950: Im Café de la Paix in Paris
- 1951: In der Cafeteria von Milano
- 1951: Das machen nur die Beine von Dolores
- 1952: Ruf mich mal an per Telefon
- 1952: Heimweh nach dir (Berlin-lied uit de gelijknamige film)
- 1952: Bolero (Geheimnis der südlichen Nächte) / Lebewohl, du schwarze Rose
- 1953: Für wen, Señorita, für wen?; Bei Dir war es immer so schön
- 1953: Der rote Bill von Golden Hill / Jambalaya
- 1953: Von Liebe reden wir später
- 1954: Hochzeitsglocken; Du weißt ja, wie sehr ich dich liebe
- 1954: Diesmal muss es Liebe sein
- 1954: Junge Liebe alter Wein
- 1954: Wenn du wieder kommst
- 1955: Bei uns in Laramie
- 1955: Der Himmel war noch nie so blau / Zwei Matrosen aus Schanghai
- 1955: Bleib so wie du bist
- 1959: Du fehlst mir so sehr
- 1960: Gestern abend ging ganz leis’ mein Telefon
- 1960: Alle Wunder dieser Welt
- 1961: Sie
- 1961: Tanze mit mir in den Morgen
- 1962: Schau mir noch einmal in die Augen
- 1962: Schläfst Du schon
- 1962: Mary-Rose
- 1963: Lach doch, wenn’s zum Weinen nicht ganz reicht
- 1964: Heißer Wind weht über die Prärie
- 1964: Bald klopft das Glück auch mal an deine Tür
- 1966: Nein, Nein, Nein Valentina
- 1968: Honey
- 1968: Please release me, lass mich gehen
- 1969: Liebst Du mich?
- 1970: Ruby, schau’ einmal über’n Zaun
- 1974: Wie ich dich seh’ mit meinen Augen
- 1975: Geisterreiter
- 1979: Das Daddy, das ist sehr gesund
- 1984: Ball der einsamen Herzen

### Singles
| Single met hitnotering(en) in oude hitlijsten | Datum van verschijnen | Datum van binnenkomst | Hoogste positie | Aantal maanden | Opmerkingen | Bron                 |
| --------------------------------------------- | --------------------- | --------------------- | --------------- | -------------- | ----------- | -------------------- |
| Tanze mit mir in den Morgen                   |                       | jan 1962              | 1               | 12M            |             | Muziek Expres Top 30 |
| Tanze mit mir in den Morgen                   |                       | jan 1962              | 2               | 9M             |             | Muziek Parade Top 20 |
| Tanze mit mir in den Morgen                   |                       | 16-2-1962             | 5               | 10             |             | Platennieuws         |
| Tanze mit mir in den Morgen                   | re-entry              | 11-5-1962             | 5               | 15             |             | Platennieuws         |
| Schau mir noch einmal in die Augen            |                       | sep 1962              | 24              | 1M             |             | Muziek Expres Top 30 |
| Schläfst du schon                             |                       | nov 1962              | 16              | 5M             |             | Muziek Parade Top 30 |
| Schläfst du schon                             |                       | nov 1962              | 16              | 3M             |             | Muziek Expres Top 30 |
| Schau mir noch einmal in die Augen            | re-entry              | nov 1962              | 20              | 2M             |             | Muziek Expres Top 30 |
| Tanze mit mir in den Morgen                   | re-entry              | nov 1962              | 24              | 3M             |             | Muziek Parade Top 30 |
| Tanze mit mir in den Morgen                   | re-entry              | apr 1963              | 18              | 1M             |             | Muziek Expres Top 30 |
| Tanze mit mir in den Morgen                   | re-entry              | mei 1963              | 24              | 1M             |             | Muziek Parade Top 30 |

| Single met hitnotering(en) in de Vlaamse Ultratop 50 | Datum van verschijnen | Datum van binnenkomst | Hoogste positie | Aantal weken | Opmerkingen           |
| ---------------------------------------------------- | --------------------- | --------------------- | --------------- | ------------ | --------------------- |
| Tanze mit mir in den Morgen                          |                       | apr 1962              | 12              | 1M           | in de Juke Box Top 20 |

### NPO Radio 2 Top 2000
Van Gerhard Wendland stond alleen Tanze mit mir in den Morgen in 1999 in de NPO Radio 2 Top 2000, op plek 1476.

## Filmografie
- 1951: Die verschleierte Maja
- 1952: Heimweh nach Dir
- 1952: Tanzende Sterne
- 1952: Der bunte Traum
- 1954: Mannequins für Rio
- 1954: An jedem Finger zehn
- 1955: Rosenmontag
- 1956: Der schräge Otto
- 1957: Hoch droben auf dem Berg
- 1960: Schlagerparade 1960
- 1962: Tanze mit mir in den Morgen
- 1962: Wenn die Musik spielt am Wörthersee
- 1962: Die Post geht ab
- 1963: Sing, aber spiel nicht mit mir
- 1963: Unsere tollen Nichten
- 1965: Ein Ferienbett mit 100 PS
- 1981: Kleiner Mann was tun